# Ascanio Gesualdo
Ascanio Gesualdo (Napoli, ... – Bari, 27 gennaio 1638) è stato un patriarca cattolico italiano, a servizio della Santa Sede.

## Biografia
Figlio di Michele e Maria Caracciolo, nel 1609 fu nominato referendario apostolico della Segnatura di grazia e di giustizia.

### Ministero episcopale
Il 1º luglio 1613 fu nominato arcivescovo di Bari e Canosa da papa Paolo V, succedendo allo zio materno defunto.
Il 14 luglio 1613 a Roma ricevette la consacrazione episcopale dalle mani del cardinale Decio Carafa, arcivescovo di Napoli.
Il 24 ottobre 1615 ricevette l'incarico di nunzio apostolico nelle Fiandre, mentre il 17 giugno 1617 di nunzio apostolico presso la Corte imperiale.
Il 25 giugno 1618 fu nominato patriarca titolare di Costantinopoli.
Nel 1622 tornò a Bari, dove indisse due sinodi diocesani nel 1624 e nel 1628. Si adoperò attivamente per fare anteporre san Sabino di Canosa a san Nicola di Bari nell'elenco dei protettori del capoluogo barese. 
Nel 1623 consacrò la chiesa di Sant'Eustachio Martire di Acquaviva delle Fonti, nel 1626 la chiesa di Maria Santissima Annunziata e nel 1632 la chiesa di Santa Maria del Suffragio, entrambe a  Modugno. 
Nel 1630 eresse l'arciconfraternita di Santa Maria degli Angeli di Bari e favorì l'insediamento dei carmelitani scalzi e dei frati minori riformati nella città.
Morì a Bari il 27 gennaio 1638 e fu sepolto nella cattedrale.

## Genealogia episcopale
La genealogia episcopale è:
- Vescovo Antonio Lauro
- Papa Sisto V
- Cardinale Mariano Pierbenedetti
- Cardinale Decio Carafa
- Patriarca Ascanio Gesualdo